# به دلت بد نیار
به دلت بد نیار (انگلیسی: Never Say Die) یک فیلم کمدی رمانتیک به کارگردانی الیوت نیوجنت است که در سال ۱۹۳۹ منتشر شد.
این فیلم برپایهٔ نمایش‌نامه‌ای به همین نام اثر ویلیام اچ پُست و ویلیام کولی‌یر ساخته شد که در سال ۱۹۱۲ میلادی در برادوی به روی صحنه رفته و ۱۵۱ مرتبه اجرا شده بود.

## بازیگران
- مارتا ری
- باب هوپ
- آلن موبری
- اندی دیواین
- کریستین راب
- ارنست کوسارت
- گیل سوندرگارد
- ایوان سیمپسون
- مونتی وولی
- پل هاروی
- زیگ رومان
- ویلیام بورِس
- پل وایگل